# Лелово
Лелово (грч. Άγιος Αντώνιος, Агиос Антониос) је насељено место у општини Кукуш у периферији Средишња Македонија, Грчка. Према попису из 2021. године био је 101 становник.
Према бугарском географу и историчару, Василу Канчову, у Лелову је 1900. године живело 400 Словена хришћана и 250 Турака. Током Другог балканског рата село је настрадало од грчке војске а велики део словенског становништва је протеран у Бугарску. Године 1924. турско становништво је принудно исељено у Турску и преосталих 97 Словена у Бугарску. На њихово место су насељене грчке избегличке породице из Турске. На попису из 1928. године Лелово је имало 265 становника.